# Soulé
Pour les articles homonymes, voir Soule.
Soulé était une entreprise française implantée à Bagnères-de-Bigorre, historiquement spécialisée dans la construction de matériel ferroviaire.

## Histoire

### 1862: création de l'entreprise
La création de cette entreprise familiale remonte à 1862, quand François Soulé installe sa menuiserie au bord de l'Adour pour se servir de la force motrice du fleuve. Son fils Dominique reprend l'entreprise à seize ans, en 1878. Il lance la fabrication d'interrupteurs électriques en bois avec une dizaine de compagnons, puis il construit les premières caisses de tramways en bois en 1913. L'entreprise industrielle d'appareillage électrique et de construction ferroviaire vient de naître. En 1920, le bois des interrupteurs est remplacé par des isolants en céramique, Soulé se lance dans le matériel de protection contre les surtensions.
L'usine implantée à Bagnères-de-Bigorre s'oriente vers le secteur ferroviaire pour la construction de voitures de voyageurs avec chaudron métallique. Le département ferroviaire réalise en 1928 les voitures de luxe des réseaux du Midi et de Paris-Orléans et travaille pour la SNCF dès 1936. André de Boysson, haut fonctionnaire au ministère des Finances prend les rênes du groupe en 1961, il sera élu maire de Bagnères de 1965 à 1977. Dans un premier temps, il développe les transports ferroviaires en Afrique et dans la construction de wagons postaux et le matériel électrique pour EDF en France.

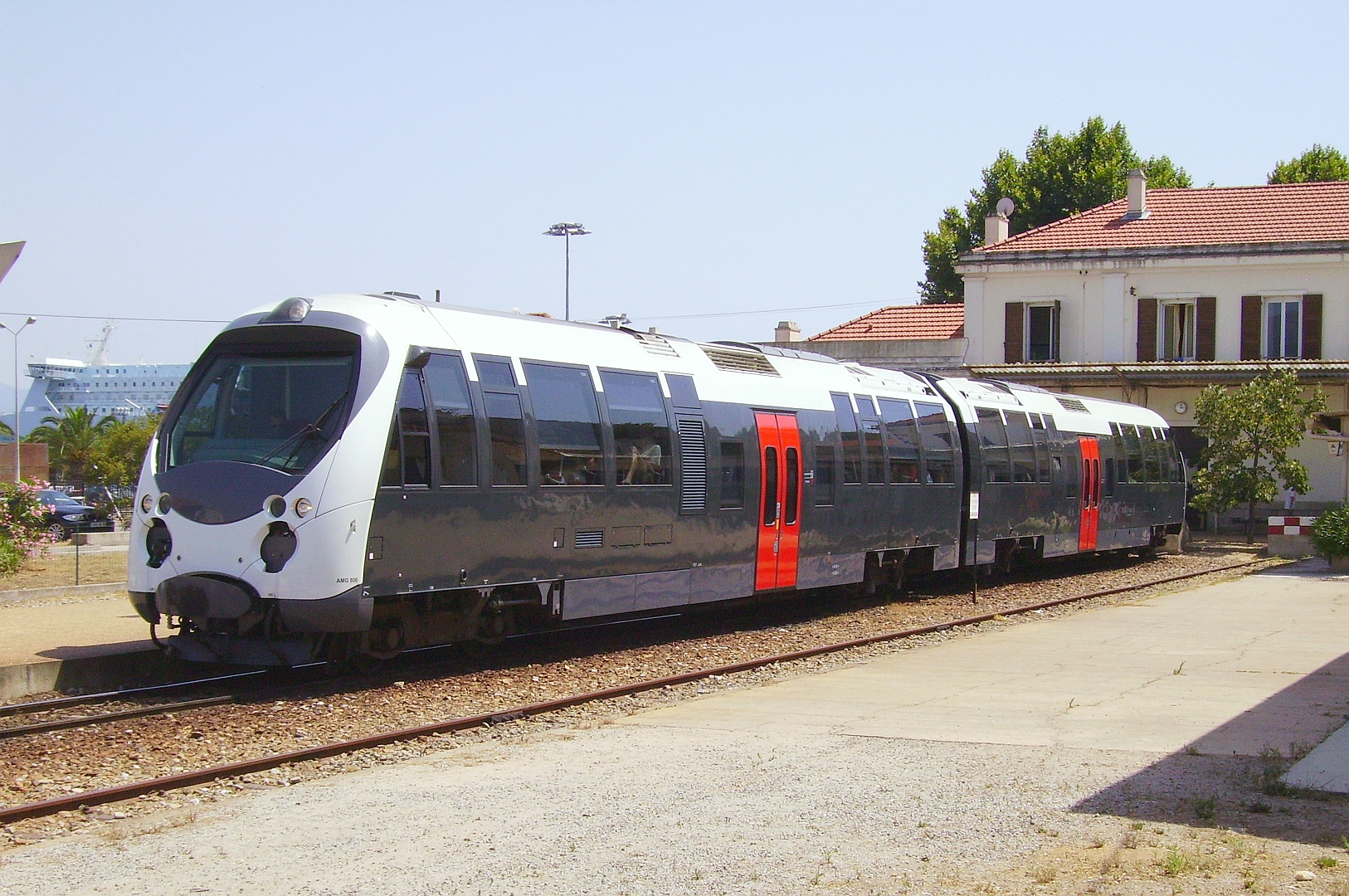
Un autorail CFD (ex-Soulé) AMG 800 en gare d'Ajaccio prêt au départ pour Bastia.

Après la chute des marchés ferroviaires africains dans les années quatre-vingt, Soulé tente une reconversion dans les transports urbains en développant le système tracté par câbles SK. Arnaud de Boysson, le fils, prend la présidence en 1987.
Soulé construit des autorails, dont les A2E à écartement standard pour le réseau breton en 1990, et les rames X 97050 à écartement métrique pour les Chemins de fer de la Corse (CFC). Cinq unités sont livrées en 1989 et deux unités en 1997.
Du fait de difficultés financières du développement de l'entreprise, Arnaud de Boysson cherche et trouve des partenaires pour le secteur ferroviaire qui devient autonome dans l'organisation de l'entreprise. En mars 1991, le secteur est cédé aux "Ateliers Bretons de Réparations Ferroviaires" (ABRF) sous la forme d'une entreprise commune dans laquelle Soulé garde 49 % du capital.
Arnaud de Boysson recentre le groupe sur l'appareillage électrique, rachète les sociétés Bardin, Claude et Pommier et investit dans le développement de parafoudres à varistances à oxyde de zinc.

### 1992: cession de l'activité ferroviaire de Bagnères à CFD
La situation financière restant préoccupante, Arnaud de Boysson cède l'activité ferroviaire à CFD en 1992 et le SK à la RATP en 1995. Sous le nom de CFD Bagnères, la CFD poursuivra son activité de constructions ferroviaires jusqu'en 2010.
Confronté à la chute des commandes d'EDF en appareillages électriques, Soulé est vendu par lots en 1999 : 110 des 355 salariés sont licenciés ou mis en préretraite.
En 2008, l'entreprise basque espagnole Construcciones y Auxiliar de Ferrocarriles (CAF) rachète le département ferroviaire de CFD Bagnères, qui devient CAF France.

### Photographie
Dans un domaine différent, l'entreprise Soulé possédait également une section photographique qui a fabriqué de la fin du XIXe siècle jusqu'au début des années 30, des chambres photographiques en bois, commercialisées sous diverses marques.

## Produits
- SK
- A2E / X 97150
- X 97050
- X 74500
- AMG 800
- AMP 800
- AMT 800